# Italo Calvino
Italo Calvino (Santiago de las Vegas, Cuba, 15 d'octubre de 1923 - Siena, 19 de setembre de 1985) fou un dels més grans escriptors italians del segle xx.

## Biografia
Italo Calvino va nàixer a Santiago de la Vegas, prop de l'Havana, a Cuba, on treballava el seu pare Mario, agrònom, que dirigia una estació experimental d'agricultura i una escola d'agronomia. La seva mare, Evelina Mameli, d'origen sard, era també botànica i treballava amb el seu marit.
El 1925, la família van tornar a Itàlia, on els seus pares van estar al front de la nova Estació Experimental de Floricultura «Orazio Raimondo», a Sanremo, on, dos anys després, va nàixer el segon fill, Floriano, que anys després va ser un geòleg d'anomenada internacional, a més de docent universitari. Durant la seua infantesa, Calvino va rebre una educació laica i antifeixista, d'acord amb l'actitud dels pares, que es consideraven lliurepensadors.
Va anar a l'escola infantil St. George College; després, durant l'elemental, a les Scuole Valdesi i, durant la secundària, al Regio Ginnasio-Liceo G.D. Cassini. Després, es va matricular a la Facultat d'Agronomia de la Universitat de Torí, on el seu pare ensenyava agricultura tropical.
Als pocs mesos, però, després de l'esclat de la Segona Guerra Mundial, va interrompre els estudis. El 1943, va ser cridat al servei militar per la República Social Italiana. Calvino, però, es va unir a les Brigades Partisanes Garibaldi amb el seu germà, mentre que els pares van romandre com a ostatges dels alemanys. Una vegada va acabar la guerra, es va traslladar a Torí, on va col·laborar amb uns quants periòdics; es va afiliar al PCI i es va matricular en lletres. S'hi va graduar amb una tesi sobre Joseph Conrad. Va ser durant aquell període que va fer contacte amb Cesare Pavese i amb Natalia Ginzburg, que van fer que fos contractat per l'editorial Einaudi, en la qual ja treballava Elio Vittorini.
L'ambient de l'editorial va ser d'allò més fonamental per a la seua formació cultural. Tant que, ja el 1947, va publicar la seua primera novel·la: Il sentiero dei nidi di ragno, basada en les seues experiències com a partisà, i el 1949 el recull de contes Ultimo viene il corvo. Totes dues obres van ser escrites dins del corrent que ha estat anomenat neorealisme, tot i que, especialment la primera, tenen un to faulesc.
D'aquesta mateixa època és I giovani del Po, una novel·la sense acabar de temàtica neorealista i obrera, i amb influències de Pavese. Calvino buscava, aleshores, uns escriptura objectiva i mirava de definir la condició de l'ésser humà de la seva època.
El 1952, seguint el consell de Vittorini, va bandejar la literatura realisticosocial i picaresca per a dedicar-se a una mena de narració aparentment fantàstica, però que podia ser llegida a diferents nivells interpretatius. Es tracta de la trilogia anomenada I nostri antenati (Els nostres avantpassats), una representació al·legòrica de l'individu contemporani. En formen part tres novel·les: Il visconte dimezzato (El vescomte migpartit), Il barone rampante (El baró rampant) i Il cavaliere inesistente (El cavaller inexistent). La segona i potser més famosa, Il barone rampante, és fruit de la decepció ideològica de l'autor que, després de la invasió d'Hongria per l'URSS (1956), havia abandonat el PCI i deixat de banda el compromís polític.
A banda d'això, des de l'any 1950 fins al 1956, va treballar també en el llibre anomenat Fiabe italiane, un recull de contes populars traduïts i comentats amb rigor filològic per ell mateix.
Va ser durant els primers anys de la dècada dels seixanta que Calvino, amb dos articles titulats Il mare dell'oggettività i La sfida al labirinto, va enunciar una poètica eticocognoscitiva que mirava de definir la situació de l'ésser humà contemporani dins d'un món com més va més complex i difícil de desxifrar. Va entrar en contacte, doncs, amb un corrent naixent de neoavantguardisme, en la poètica del qual Calvino va veure un aprofundiment en les raons de la tecnologia i de la indústria.
El 1963, va publicar La giornata d'uno scrutatore, un llibre que va aparèixer fora de lloc i fora de temps. Mentre l'anomenat Gruppo 63 proposava textos rupturistes, Calvino va publicar un text totalment contrari a aquests ideals neoavantguardistes: una novel·la sociològica, psicològica i ideològica.
Aquell mateix any, va publicar Marcovaldo, ovvero Le stagioni in città, un recull de faules modernes en què es fa palés el contrast entre la natura i el progrés.
El 1964, va fer un viatge a Cuba que li va permetre de visitar la casa on havia viscut amb els seus pares i fer diverses trobades, una d'aquestes amb el Che Guevara. El 19 de febrer, a l'Havana, Calvino es va casar amb l'argentina Esther Judit Singer, Chichita, i es va traslladar a viure a Roma, on naixerà, un any després, la seua filla Giovanna. L'atmosfera cultural italiana havia canviat molt. La neoavantguarda havia consolidat les seues posicions de prestigi i l'estructuralisme i la semiologia havien esdevingut les ciències socials a què tothom es referia. D'aquests anys, són Le cosmicomiche (1965), un recull de contes aparentment de ciència-ficció, però que en realitat es basen en un vessant fantàstic i surreal. Ti con zero (1967) compartirà moltes d'aquestes característiques.
El 1967, es va traslladar a París, alhora que s'intensificava el seu interès per les ciències naturals i sociològiques i entrava en contacte amb l'Oulipo, o Ouvroir de Littérature Potentielle (Taller de Literatura Potencial). Il castello dei destini incrociati (1969), La taverna dei destini incrociati (1973), Le città invisibili (1972) i Se una notte d'inverno un viaggiatore (1979), les obres que pertanyen a la seua època anomenada combinatòria, són una mostra de com van influir en Italo Calvino aquests contactes. El mètode de construcció d'aquestes obres es basa en la utilització de les diferents combinacions d'un cert nombre d'elements (com ara, les figures del tarot en Il castello dei destini incrociati), que donen origen potencialment a innombrables esdeveniments.
L'any 1980, Calvino va tornar a Roma amb la seua família. El 1983, va publicar Palomar, llibre en el qual l'anècdota narrativa és reduïda al màxim, en favor de les reflexions metafísiques i les descripcions.
Calvino va patir un atac d'ictus cerebral el 1985, a Castiglione della Pescaia, on era de vacances. Estava treballant en un seguit de conferències que havia de donar a la Universitat Harvard (i que es van publicar pòstumament amb el títol de Lezioni americane). Va ser portar a l'hospital Santa Maria della Scala, però no va poder superar la nit del 18 al 19 de setembre i es va morir.
També se'n van publicar de manera pòstuma Sotto il sole giaguaro, La strada di San Giovanni i Prima che tu dica "pronto".

## La poètica

### L'experiència del neorealisme
El neorealisme, més que una escola, va ser una manera de sentir comuna dels joves escriptors de després de la Segona Guerra Mundial, que se sentien dipositaris d'una realitat social nova. Va ser en aquest clima intel·lectual que Italo Calvino va concebre una breu novel·la, Il sentiero dei nidi di ragno, i un bon grapat de contes que van aparèixer sota el títol d'Ultimo viene il corvo. Tots dos llibres revelen un escriptor amb una singular capacitat per a representar la realitat, conjugant el compromís polític i la literatura de manera espontània i lleugera. Segons que contava el mateix escriptor, després de la guerra, havia mirat d'explicar la seua experiència partisana en primera persona, però no va obtenir-ne resultats satisfactoris. Però, quan va començar a escriure les històries que no l'afectaven personalment i va adoptar un punt de vista objectiu, va aconseguir finalment un treball apreciable. Els seus records d'adolescent i les lluites partisanes van esdevenir oportunitats per al coneixement del món: cada gest intenta desvelar el significat del món.
En Il sentiero dei nidi di ragno, l'adopció del punt de vista de Pin —l'adolescent protagonista de la narració— possibilita el caràcter faulesc i fantàstic del llibre. Aquesta tècnica permet a l'escriptor de descriure la realitat com si es tractés d'un somni, però sense fer-li perdre consistència. I permet, també, d'escriure una novel·la sobre la resistència sense caure en una retòrica excessiva.
Amb aquest llibre, Calvino enceta una manera de fer que esdevindrà particular d'ell: la simplificació de la forma narrativa, de manera que l'obra esdevé llegible per a diferents menes de lector, fins i tot de lectors no gaire atents.

### El període fantàstic
Calvino sempre s'havia sentit atret per la literatura popular, especialment pel que fa al món de les faules.
- I nostri antenati. Amb Il visconte dimezzato, Calvino va una mica més enllà en el camí de la invenció fantàstica. Ara s'instal·la completament dins del camp de la faula i de la fabulació. Si això permet una primera lectura, diguem-ne superficial i plaent alhora, la novel·la té, a més, una segona lectura al·legòrica i simbòlica, carregada de significats històrics i polítics, públics i privats (migpartiment, divisió entre ètica i ideologia, entre blocs polítics, entre il·lusió i realitat). La conclusió de la novel·la seria, doncs, una invitació a la moderació i a l'equilibri, ja que ningú no és el dipositari de la veritat absoluta.

Moltes d'aquestes característiques es troben en les altres dues novel·les que completen la trilogia I nostri antenati. El protagonista d'Il barone rampante és l'àlter ego de l'autor, que acaba d'abandonar el Partit Comunista i la idea de la literatura com a missatge polític. Cal que l'ésser humà es desvincule dels condicionaments ideològics i polítics, de les idees preconcebudes i de les imposicions intel·lectuals. La novel·la, ambientada a la Itàlia del segle xviii, és alhora una reivindicació il·lustrada de la realitat.
En Il cavaliere inesistente aquesta fe en la realitat, però, ha entrat en crisi i el pessimisme de Calvino s'aprofundeix, mentre que la realitat sembla irracional.
A banda de la producció de caràcter al·lègoric i simbòlic, Calvino es dedica a una narrativa que té com a objecte la realitat contemporània, tot i que manté inalterada la contaminació del món de la faula i, sovint, de l'absurd. Torna a examinar la societat i el lloc que hi ocupa l'intel·lectual, al qual nega unes possibilitats reals d'intervenció. El dualisme narració-literatura ideològica no sols es troba en Calvino. També és present en altres escriptors italians de l'època, com ara Elio Vittorini. Calvino, però, el resol acceptant una literatura narrativa en la qual només un lector atent percep més d'un nivell. Vittorini, en canvi, no acabarà de resoldre aquesta contradicció i, per no acceptar una literatura no ideològica, renunciarà a escriure (1956).
- Ja fora de la trilogia I nostri antenati, a aquesta fase de la producció de Calvino també pertanyen Marcovaldo i La giornata d'uno scrutatore.

Marcovaldo, ovvero Le stagioni in città s'articula en dues sèries publicades en dues dates diferents, 1958 i 1963, cosa que permet de veure-hi l'evolució de l'autor. La primera sèrie s'acosta més al terreny de la faula, mentre que la segona tracta els mateixos temes de la societat urbana, portant-los, en canvi, de manera irònica cap a l'absurd. Es pot dir, a més, que, d'alguna manera, amb el personatge de Marcovaldo, Calvino prefigura el que serà el narrador de Palomar.
El 1963, l'escriptor acaba amb un període de la seua producció literària que és també, tot i que de manera aproximada, el de la dècada dels cinquanta. Ho fa amb La giornata d'uno scrutatore. Un militant comunista fa d'interventor (scrutatore) del PCI en un manicomi. Això el farà entrar en crisi en enfrontar-se amb la irracionalitat. Segons paraules de l'autor, els temes tractats pel llibre: la infelicitat, el dolor o la responsabilitat de la procreació, no havia gosat mai tocar-los fins aleshores. La giornata... suposarà, a més, una mena de relació del seu propi recorregut ideològic.
Després vindrà Sfida al labirinto (dell'esistenza), en què Calvino ha pres posició en el debat sobre el lloc de l'intel·lectual que, al seu parer, ha d'individuar els models teòrics ètics i cognoscitius que ens puguen permetre de comprendre, ni que siga parcialment, el caos de la realitat i donar així un sentit a la nostra existència.
Una nova fase de ciència-ficció, però, serà oberta per un altre parell de llibres: Le cosmicomiche i Ti con zero, en els quals s'aprecia la influència de diverses ciències. En realitat, no es tracta ben bé de llibres de ciència-ficció. Allò que fa Calvino és reflectir-hi una peculiar projecció de la seua anàlisi humana i social. De fet, en els darrers contes de Ti con zero, els protagonistes ja no són els mateixos que en la resta del llibre o en Le cosmicomiche, ja no són tant de ciència-ficció, sinó que són persones normals que busquen una solució científica als seus problemes. Calvino es pregunta fins a quin punt la raó i la ciència poden modificar la relació concreta de l'ésser humà amb el món. La recerca existencial serà sempre frustrada, però no interrompuda.

### El període combinatori
Cap als seixanta, Calvino s'apunta a una nova manera de fer literatura, entesa ja siga com a artifici, ja siga com un joc combinatori. Al seu parer, cal fer visible al lector l'estructura de la narració per a augmentar-ne la complicitat. En aquesta època, Calvino s'acosta a una mena d'escriptura que podria ser definida com a combinatòria, perquè el mecanisme mateix que permet d'escriure assumeix un lloc central a l'interior de l'obra; Calvino, de fet, s'ha convençut que l'univers lingüístic ha suplantat la realitat i concep la novel·la com un mecanisme que juga artificialment amb les possibles combinacions de les paraules. Tot i que aquest aspecte pot ser considerat el més acostat a la neoavantguarda, Calvino se'n distancia tant per l'estil com pel llenguatge, extremadament comprensibles.
Aquesta nova concepció de Calvino és fruit de nombroses influències: l'estructuralisme i la semiologia, les lliçons fetes a París per Roland Barthes sobre l'ars combinatoria, l'acostament cap a l'Oulipo de Raymond Queneau i l'escriptura laberíntica de Jorge Luis Borges, a més de la relectura del Tristram Shandy de Sterne, que definirà com el pare de totes les novel·les d'avantguarda del nostre segle.
El primer fruit d'aquesta nova concepció de la literatura serà Il castello dei destini incrociati (1969), obra a la qual s'afegirà el 1973 La taverna dei destini incrociati i en què el recorregut narratiu és confiat a la combinació de les cartes del tarot. Un grup de viatgers es troben en un castell. Cadascú tindrà una aventura per contar, però no poden perquè han perdut la veu. Per a comunicar-se, doncs, utilitzen les cartes del tarot i així reconstrueixen, gràcies a les cartes, els esdeveniments que els han ocorregut. En aquest llibre, Calvino fa servir les cartes del tarot com un sistema de senyals, com un autèntic llenguatge propi. Cada figura impresa en una carta té un sentit polivalent (com el té una paraula), l'autèntic significat de les quals depèn del context en què és pronunciada. L'intent de Calvino és just el de traure la màscara dels mecanismes que hi ha a la base de totes les narracions. La novel·la, doncs, va més enllà de si mateixa, ja que és una reflexió sobre la seua pròpia naturalesa i configuració.
Aquest joc combinatori també ocupa un lloc central en el següent llibre de Calvino, Le città invisibili (1972), una mena de reescriptura del Llibre de les meravelles del món de Marco Polo, en el qual és el mateix venecià qui descriu a Kubilai Khan les ciutats del seu imperi.

## Obres
- Il sentiero dei nidi di ragno (1947)
- Ultimo viene il corvo (1949); versió en català: L'últim és el corb, traducció de Pau Vidal (Editorial Comanegra, 2023) ISBN 978-84-19590-47-3[8]
- I giovani del Po (1951)
- Taccuini di viaggio in URSS di Italo Calvino (1951)
- Il visconte dimezzato (1952); versió en català: El vescomte migpartit, traducció de Jaume Pomar (Edicions 62, 1994)
- L'entrata in guerra (1954)
- Fiabe italiane (1956)
- Llibret per a La panchina, òpera de Sergio Liberovici (1956)
- La gran bonaccia delle Antille (1957)
- Il barone rampante (1957); versió en català: El baró rampant, traducció de Maria Aurèlia Capmany (Edicions 62, 1965); traducció de Xavier Lloveras Puchercós (Edicions 62, 2017) ISBN 978-84-15954-42-2[9]
- Racconti (1958)
- Il cavaliere inesistente (1959); versió en català: El cavaller inexistent, traducció de Francesc Vallverdú (Edicions 62, 1967)
- I nostri antenati (1960); versió en català: Els nostres avantpassats (conté El vescomte migpartit, El baró rampant i El cavaller inexistent), traducció de Xavier Lloveras (Edicions 62, 2000) ISBN 978-84-96863-65-1
- Marcovaldo, ovvero Le stagioni in città (1963); versió en català: Marcovaldo, o Les estacions a la ciutat, traducció de Carme Arenas (La Magrana, 1985; Edicions 62, 2001); Labutxaca (2011) ISBN 978-84-9930-397-0
- La giornata d'uno scrutatore (1963); versió en català: Un dia d'eleccions, traducció de Xavier Lloveras (Labutxaca, 2012) ISBN 978-84-9930-430-4
- La speculazione edilizia (1963); versió en català: L'especulació immobiliària, traducció d'Oriol Ponsatí-Murlà (Edicions 62, 2017) ISBN 978-84-297-7579-2
- Le cosmicomiche (1965); versió en català: Les cosmicòmiques, traducció de Francesc Miravitlles (La Magrana, 1986; Edicions 62, 1995)
- La nuvola di smog (1965)
- La formica argentina (1965)
- Appunti sulla narrativa come processo combinatorio (1967)
- Ti con zero (1968)
- La memoria del mondo e altre storie cosmicomiche (1968)
- Il castello dei destini incrociati (1969); versió en català: El castell dels destins encreuats, traducció de Maria Dolors Ventós (Laertes, 1985; Columna, 1998)
- Gli amori difficili (1970), versió en català: Els amors difícils, traducció de Teresa Muñoz (Edicions 62, 2014) ISBN 978-84-297-7235-7
- Orlando furioso di Ludovico Ariosto raccontato da Italo Calvino (1970)
- Le città invisibili (1972), versió en català: Les ciutats invisibles, traducció de Francesc Sales (Empúries, 1985); Labutxaca (2023) ISBN 978-84-19107-78-7
- La taverna dei destini incrociati (1973)
- Autobiografia di uno spettatore (1974)
- Se una notte d'inverno un viaggiatore (1979); versió en català: Si una nit d'hivern un viatger, traducció de Montserrat Puig (Edicions 62, 1987) ISBN 978-84-297-8068-0 (edició 2022)
- Una pietra sopra. Discorsi di letteratura e società (1980)
- Llibret per a La vera storia, òpera de Luciano Berio (1982)
- Palomar (1983); versió en català: Palomar, traducció de Maria Antònia Oliver (Laia, 1985; Edicions 62, 1994); Labutxaca (2011) ISBN 978-84-9930-298-0
- Collezione di sabbia (1984)
- Cosmicomiche vecchie e nuove (1984); versió en català: Totes les cosmicòmiques, traducció de Xavier Lloveras i Francesc Miravitlles (Edicions 62, 2011)

Edicions pòstumes:
- Sotto il sole giaguaro (1988)
- Lezioni americane: Sei proposte per il prossimo millennio (1988);[10] versió en català: Lliçons americanes: Sis propostes per al pròxim mil·lenni, traducció d'Anna Casassas (Edicions 62, 2000) ISBN 978-84-297-4639-6
- Sulla fiaba (1988)
- La strada di san Giovanni (1990)
- Perché leggere i classici (1991); versió en català: Per què llegir els clàssics, traducció de Teresa Muñoz (Edicions 62, 2016) ISBN 978-84-297-7492-4[11]
- Prima che tu dica "pronto" (1993)
- Eremita a Parigi (1994)